# Quartier Dupuy
Pour les articles homonymes, voir Dupuy.
Le quartier de la place Dupuy est un petit quartier du centre-ville de Toulouse. Il s'étale au sud-est du centre historique, tout autour de la place Dupuy. Il est limité à l'est par le canal du Midi, au sud par les allées François-Verdier et le Grand Rond et au nord par l'église Saint-Aubin. C'est l'ancien faubourg Saint-Étienne.

## Toponymie
La colonne, la place et le quartier sont dédiés au général Dominique Martin Dupuy.

## Histoire

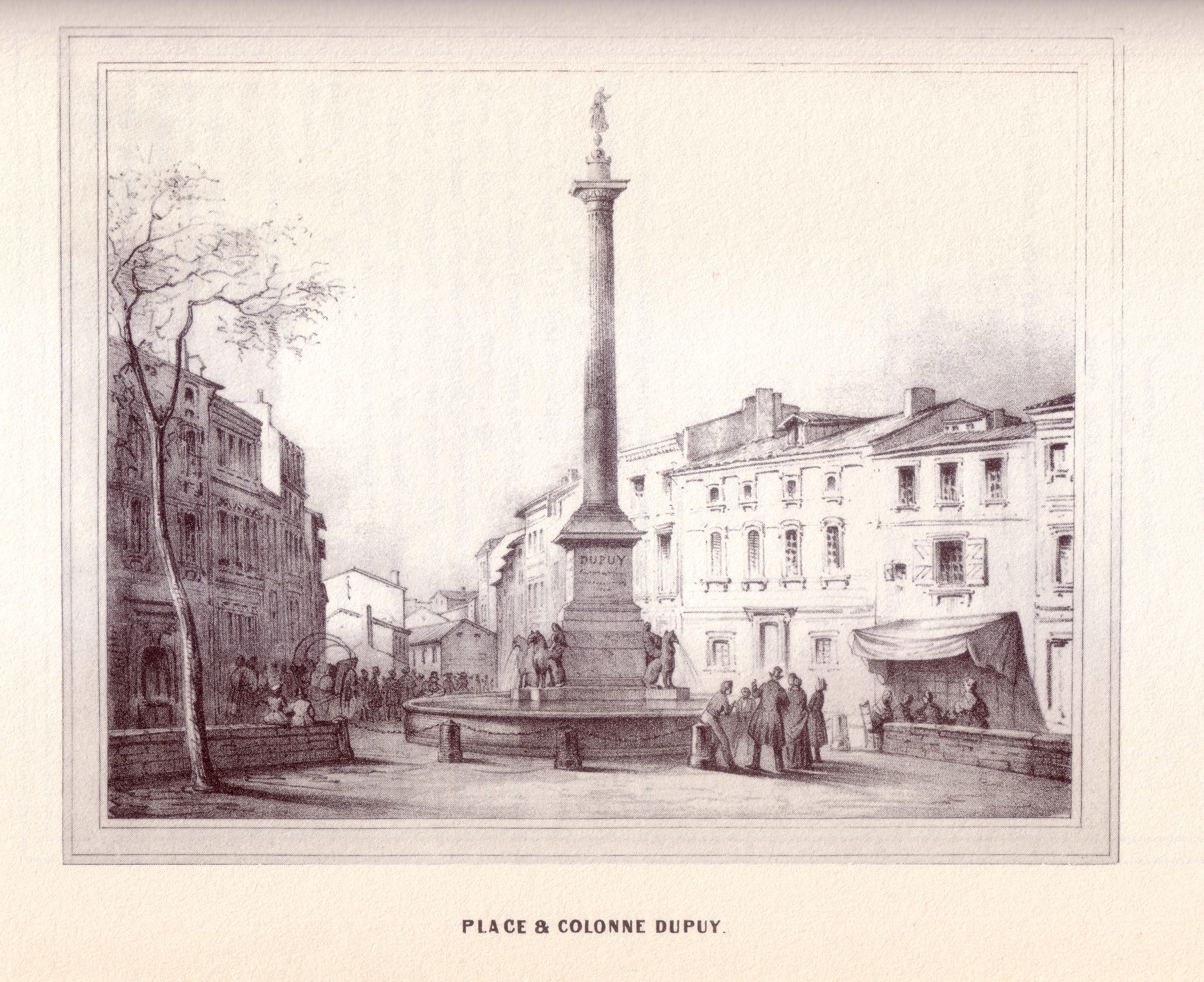
La place Dupuy, vers 1877.

En 1750, c'est l'église Saint-Sauveur, dépendant de la paroisse de la cathédrale Saint-Étienne qui occupe le centre de la place. Elle donnait sur la rue Mange-Pommes (continuation de la rue du Cimetière ou des Cimetières qui l'a absorbée, actuelle rue Riquet), et la rue du Pont-Guilheméry passait derrière. Au début du XIXe siècle, la place est connue sous le nom de place Dauphine.
Le projet de fontaine d'Urbain Vitry adopté en 1827, pour un montant de 16 266,70 francs, mais qui peinait à aboutir place Saint-Georges, est finalement concrétisé entre 1829 et 1832 sur cette place, renommée en l'honneur du général Dupuy, héros de la Révolution française. C'est la fontaine et la colonne actuelle, la plus monumentale de Toulouse avec ses 19,20 mètres de haut. Fondue par Claude Peillot sur un moule composé par Jean Rancy, les sculptures sont de Griffoul Dorval. Ses hautes proportions sont équilibrées par les puissants griffons hiératiques grimaçant au-dessus de la vasque. La partie monumentale a été retraitée en 1996.
La statue a été ajoutée plus tard, déplacée par Eugène Viollet-le-Duc de son ancien emplacement au sommet de la tour des archives (aujourd'hui connu sous le nom de donjon du Capitole). Il s'agit de Dame Tholose, allégorie de la ville de Toulouse, bronze Renaissance de Jean Rancy, réalisé en 1544 à la demande des capitouls, symbole du pouvoir municipal face aux clochers des églises et la tour de l'Aigle du Parlement. Dame Tholose, tenant deux couronnes de lauriers, devient la Renommée et a trôné sur la colonne Dupuy jusqu'en octobre 2005, date de sa dernière restauration. Un moulage a pris sa place et l'original a rejoint la collection du musée des Augustins.

## Activité économique

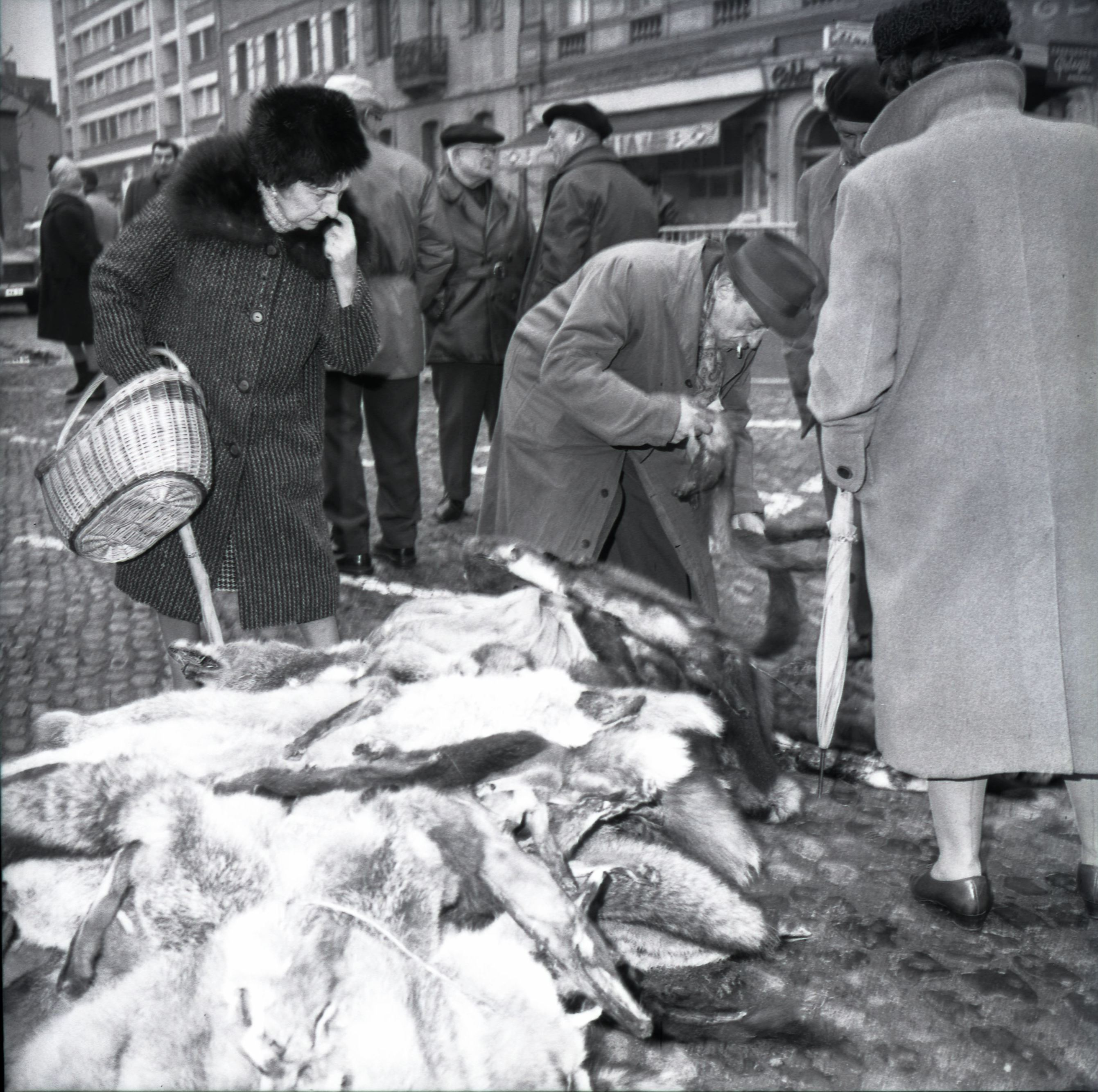
Foire aux sauvagines (peaux et fourrures), place Dupuy, 6 mars 1965. Photographie d'André Cros conservée aux Archives de Toulouse.